# Mikhael Subotzky
Mikhael Subotzky (Le Cap, 15 septembre 1981) est un photographe sud-africain.

## Récompenses
- 2007 : Visa pour l'image, Perpignan.
- 2007 : KLM Paul Huf Award, Foam Fotografiemuseum Amsterdam.
- 2008 : prix W. Eugene Smith.
- 2009 : prix Oskar-Barnack.
- 2011 : Primé aux Rencontres d'Arles, avec Patrick Waterhouse.
- 2015 : Deutsche Börse Photography Prize 2015, with Patrick Waterhouse, for Ponte City.[5]

## Sources
- (en) Cet article est partiellement ou en totalité issu de l’article de Wikipédia en anglais intitulé « Mikhael Subotzky » (voir la liste des auteurs).